# Numitor
Numitor est un roi d'Albe la Longue dans la mythologie romaine. Selon la tradition, il est le fils du roi Procas, descendant d'Enée et père de Rhéa Silvia et de Lausus.

## Histoire légendaire

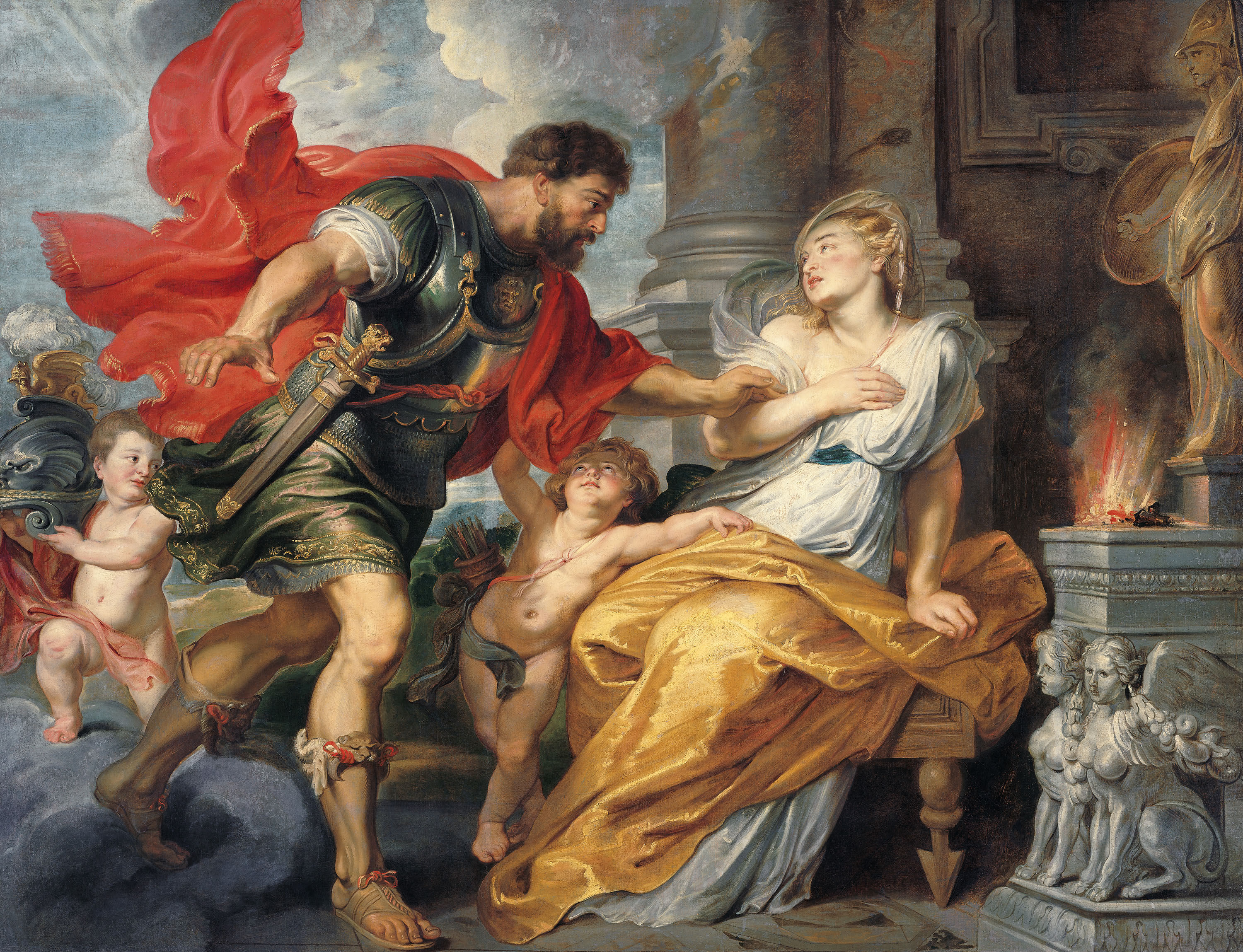
Mars et Rhéa Silvia, tableau de Pierre Paul Rubens, peint entre 1617 et 1620.

En 794 av. J.-C., Procas meurt et Numitor doit lui succéder. Les dernières volontés du roi Procas sont que le partage de l'héritage ne tourne pas en guerre civile. C'est pourquoi il décide qu'un de ses fils doit régner et que l'autre doit recevoir sa part en argent. Lors du partage, l'argent revient à Amulius, et le trône à Numitor,,.
Au lieu de cela, il est renversé et exilé du royaume par son frère, Amulius, qui avec cet acte ne respecte ni le testament de son père ni l'ancienneté de son frère,,. Amulius fait également assassiner les fils de Numitor, dans le but de retirer définitivement le pouvoir de la lignée de son frère pour lui-même,.
Sa fille Rhéa Silvia est faite Vestale par Amulius, la rendant incapable d'avoir des enfants sous peine de mort,. Cependant, elle tombe enceinte du dieu Mars. C'est ainsi que naissent les petits-enfants de Numitor, Romulus et Remus. Rhéa Silvia est tuée et les enfants sont jetés dans le Tibre par leur grand-oncle. Devenus adultes, ils renversent Amulius qui avait voulu les noyer et rétablissent Numitor comme roi d'Albe la Longue en 754 av. J.-C.,,.
En récompense, il leur permet de bâtir une ville nouvelle sur les bords du Tibre : Rome.

## Annexe

#### Sources antiques
- Denys d'Halicarnasse, Antiquités romaines. .
- Florus, Abrégé de l’histoire romaine (lire sur Wikisource). .
- Ovide, Fastes (lire sur Wikisource). .
- Plutarque, Vie de Romulus (lire sur Wikisource). .
- Strabon, Géographie. .
- Tite-Live, Histoire romaine (lire sur Wikisource). .

#### Ouvrage
- Pierre Grimal, Dictionnaire de la mythologie grecque et romaine, Paris, PUF, 1963, 3e éd..

#### Articles
- Dominique Briquel, « La triple fondation de Rome », Revue de l'histoire des religions, t. 189, no 2,‎ 1976, p. 145-176 (DOI 10.3406/rhr.1976.6203).
- R. Verdier, « Le mythe de genèse du droit dans la Rome légendaire », Revue de l'histoire des religions, t. 187, no 1,‎ 1975, p. 3-25 (DOI 10.3406/rhr.1975.6176).